# ۱۳۶۰ (قمری)
۱۳۶۰ (قمری)، هزار و سیصد و شصتمین سال در گاهشماری هجری قمری است. اول محرم این سال برابر با بیست و نهم ژانویه سال ۱۹۴۱ میلادی است.

## زادگان
- صالح عبدالله کامل
- عبدالله عزام
- محمد عماره

## وابسته
- سید صادق حسینی شیرازی